# Integrirana avtobusna linija št. 61 (Ljubljana)
Integrirana avtobusna linija številka 61 Vodice – Polje – Vodice je ena izmed izmed 33 avtobusnih linij javnega mestnega prometa v Ljubljani. Povezuje naselja v Občini Vodice in ima značaj prestopne linije. Avtobusi so po njej prvič zapeljali 3. septembra 2012.

## Zgodovina
Vodice so bile desetletja vse dni v tednu povezane s prestolnico z LPP in Alpetourjevimi medkrajevnimi avtobusnimi progami preko Skaručne ali Medvod. Po postopnem upadu števila potnikov so sprva ukinili vožnje ob nedeljah in praznikih, kasneje še ob sobotah, pa tudi povezave preko Medvod so bile vedno redkejše. Pred ukinitvijo sobotnega obratovanja so avtobusi v Vodice vozili po kombinirani, a zato daljši trasi preko Pirnič in Smlednika.
Ohranila se je najfrekventnejša povezava preko Skaručne do Sela pri Vodicah, avtobusi so pričeli v eni vožnji voziti tudi preko Dobruše in Zapog. Ker se je vozni čas podaljšal, so traso, ki je prej vodila preko Tacna in Broda, v Šmartnem pod Šmarno goro prestavili na odsek gorenjske avtoceste do izvoza na Celovško cesto.
Z avtobusi so se na progi vozili večinoma šolarji, tako da so izven prometnih konic vozili večinoma prazni. Linija je imela pred preoblikovanjem značaj šolske linije, ki so jo uporabljali učenci OŠ Vodice.
Namen preoblikovanja v integrirane linije na območju Občine Vodice je znižanje cene vozovnice, hitrejši dostop do prestolnice in posledično želja po večji uporabi javnega prevoza.  Sprva v Polju in Skaručni, kasneje pa tudi v Vodicah je bilo urejeno prestopanje na linijo št. 60, ki je potnikom omogočala neposredno povezavo z Ljubljano. 5. novembra 2012 je bilo po korekciji trase linije št. 60 in ukinitvi prestopanja na liniji 61 ukinjenih večina odhodov, ostali so le še odhodi pred in po koncu šolskega pouka. 

## Trasa
- smer Vodice – Polje – Zapoge – Vodice: Kopitarjev trg - Kamniška cesta - Franca Seška cesta - Bukovica pri Vodicah - Utik - Koseze - Šinkov Turn - Selo pri Vodicah - Vesca - Vojsko - Skaručna - cesta 639 - Polje pri Vodicah - cesta 639 - Repnje - Dobruša - cesta 413 - Zapoge - cesta 413 - Škofjeloška cesta - Kopitarjev trg.
- smer Vodice – Polje – Vodice: Kopitarjev trg - Kamniška cesta - Franca Seška cesta - Bukovica pri Vodicah - Utik - Koseze - Šinkov Turn -  Selo pri Vodicah - Vesca - Vojsko - Skaručna - cesta 639 - Polje pri Vodicah - cesta 639 - Škofjeloška cesta - Kopitarjev trg.
- smer Vojsko – Vodice: Vojsko - Vesca - Selo pri Vodicah - Šinkov Turn - Koseze - Utik - Bokovica pri Vodicah - Franca Seška cesta - Kamniška cesta - Kopitarjev trg.

## Režim obratovanja
Linija obratuje vsak delavnik, in sicer od ponedeljka do petka v času šolskega pouka od 7.00 do 8.05 in od 12.19 do 15.19. Ob sobotah, nedeljah in praznikih ter šolskih počitnicah avtobus na tej liniji ne obratuje.

### Preglednice časovnih presledkov v minutah
delavnik
| ura           | 1.9. - 30.6. | 1.7. - 31.8. |
| ------------- | ------------ | ------------ |
| 7.00 - 8.05   | 65           | -            |
| 8.05 - 12.19  | -            | -            |
| 12.19 - 15.19 | 74-106       | -            |